# Rubus bohemopolonicus
Rubus bohemopolonicus är en rosväxtart som beskrevs av Trávn. och Jerzy Zieliński. Rubus bohemopolonicus ingår i släktet rubusar, och familjen rosväxter. Inga underarter finns listade i Catalogue of Life.